# Голос Беслана
«Голос Беслана» — североосетинская общественная организация пострадавших во время теракта в Беслане.

## История

### Создание и деятельность
Организацию создали бывшие представители комитета «Матери Беслана» после его раскола в результате внутреннего конфликта. По мнению членов организации «Голос Беслана», власти не желают расследовать бесланский теракт должным образом.

Видимо, есть люди, которые заинтересованы в том, чтобы правду о Беслане никогда не узнали, но мы будем делать все для того, чтобы выяснить, почему, по чьей вине погибли наши дети и близкие. — Элла Кесаева

В июне 2007 года организация подала иск против российского правительства в ЕСПЧ. В 2011 году иск был объединён с шестью другими схожими исками в единую жалобу под общим названием «Тагаева и другие против России». 14 октября 2014 года ЕСПЧ провёл открытое судебное заседание по иску и 2 июля 2015 года принял решение о приемлемости большей части пунктов жалобы. 13 апреля 2017 года ЕСПЧ признал нарушение Россией статьи 2 («Право на жизнь») Конвенции о правах человека и обязал выплатить потерпевшим компенсацию в размере около 3 миллионов евро. Министерство юстиции Российской Федерации заявило о планах обжаловать это решение. 19 сентября 2017 года Большая палата ЕСПЧ отказалась пересматривать решение суда и оставила приговор в силе.
1 сентября 2016 года активисты «Голоса Беслана» провели акцию в спортзале школы, где в 2004 году произошел теракт, в футболках с надписью «Путин — палач Беслана». За это сотрудники полиции насильно увезли шестерых женщин в отделение местного РОВД, где продержали 6 часов, составляя на них протоколы об административном правонарушении. В 18 часов их увезли в суд, где до 4 часов утра 2 сентября велось судебное заседание. Две участницы акции были приговорены к выплате штрафа в размере 20 тысяч рублей, остальные — к 20 часам обязательных работ.

### Обвинения в экстремизме
Обращение ОО «Голос Беслана» к Президенту и Конгрессу США, президентам стран-членов Европейского союза, Европарламенту, редакциям всех мировых телевизионных компаний, информационных агентств, газетным и журнальным изданиям, освещавшим теракт, совершённый в городе Беслане, всем российским журналистам, работавшим в г. Беслане 1—3 сентября 2004 года «Всем, кто сочувствует жертвам бесланского теракта!» решением Правобережного районного суда Республики Северная Осетия — Алания от 15 октября 2009 года было признано экстремистским и включено в Федеральный список экстремистских материалов.

### Структура и финансирование
Начиная с 2008 года «Голос Беслана» функционирует как «Всероссийская общественная организация пострадавших от террористических актов „Голос Беслана“». Это позволяет организации обходиться без регистрации.
В 2010 и 2011 годах организация получила грант (по 20 тысяч долларов) от Национального фонда демократии на выплату компенсаций родственникам жертв теракта, которые не получили должной помощи от государства, а также для оказания им юридических услуг.

### Литературное творчество
Общественная организация «Голос Беслана» издала книгу «Дорога к правде. Потерпевшие теракта города Беслана и российская судебная система». В книгу вошли хронология 128 судебных процессов активистов организации, подробности судебных процессов, замечания к судебным протоколам, ходатайства потерпевших, заявления, ответы из следственных органов, свидетельские показания потерпевших и фотографии погибших в теракте.